# Choroby spichrzeniowe glikogenu
Choroby spichrzeniowe glikogenu (glikogenozy) (ang. GSD – glycogen storage diseases) – genetycznie uwarunkowane choroby metaboliczne, prowadzące do nieprawidłowego magazynowania glikogenu w wątrobie, nerkach i mięśniach.

## Częstość występowania
Szacuje się, że glikogenozy występują z częstością około 1:40 000.

## Patogeneza
Glikogenozy są chorobami genetycznymi, dziedziczonymi głównie autosomalnie recesywnie (z wyjątkiem glikogenozy typu IX, która jest dziedziczona w sposób sprzężony z chromosomem X).
Nieprawidłowe spichrzanie jest spowodowane brakiem jednego z enzymów, uczestniczących w metabolizmie glikogenu.

## Podział
W zależności od głównego miejsca spichrzania glikogenu wyróżnia się dwa rodzaje glikogenoz:
- glikogenozy wątrobowe
- glikogenozy mięśniowe

## Objawy
- glikogenozy wątrobowe:
  - hipoglikemia
  - hepatomegalia
  - kwasica mleczanowa
  - hiperlipidemia

Wyjątkiem jest GSD II, w której metabolizm glukozy nie jest zaburzony.
- glikogenozy mięśniowe:
  - nie występuje hipoglikemia, a objawy ograniczone są do mięśni
  - hipotonia mięśniowa
  - osłabienie siły mięśniowej
  - bóle mięśniowe
  - mioglobinuria

## Typy
| Typ        | Nazwa                             | Deficytowy enzym                                                               | Narząd              | Uwagi                                                   |
| ---------- | --------------------------------- | ------------------------------------------------------------------------------ | ------------------- | ------------------------------------------------------- |
| 0          | glikogenoza typu 0                | syntaza glikogenowa                                                            | wątroba             | jest właściwie stanem niedoboru glikogenu               |
| Ia         | choroba von Gierkego              | fosfataza glukozo-6-fosforanu                                                  | wątroba, nerki      |                                                         |
| Ib         | choroba von Gierkego              | translokaza glukozo-6-fosforanu                                                | wątroba, nerki      |                                                         |
| II         | choroba Pompego                   | α-glukozydaza (kwaśna maltaza)                                                 | wątroba, mięśnie    | zmiany również w mięśniu sercowym i komórkach nerwowych |
| III        | choroba Coriego (choroba Forbesa) | amylo-α-1,6-glukozydaza, 4-α-glukanotransferaza (enzym odgałęziający glikogen) | wątroba, mięśnie    |                                                         |
| IV         | choroba Andersen                  | 1,4-1,6-transglukozydaza (enzym rozgałęziający glikogen)                       | wątroba             |                                                         |
| V          | choroba McArdle’a                 | fosforylaza glikogenowa (mięśniowa)                                            | mięśnie             | rzadko występuje u dzieci, częściej u dorosłych         |
| VI         | choroba Hersa                     | fosforylaza glikogenowa (wątrobowa)                                            | wątroba             |                                                         |
| VII        | choroba Taruiego                  | fosfofruktokinaza (PFK-1)                                                      | mięśnie, erytrocyty | nie występuje u dzieci                                  |
| VIII       | glikogenoza typu VIII             | kinaza fosforylazy glikogenowej                                                | wątroba             |                                                         |
| IX lub VIa | glikogenoza typu IX               | kinaza fosforylazy b                                                           | wątroba, mózg       | dziedziczenie sprzężone z chromosomem X                 |
| X          |                                   | nieokreślony                                                                   |                     | obecnie nie rozpoznaje się                              |
| XI         | zespół Fanconiego-Bickela         | GLUT 2                                                                         | wątroba             |                                                         |

## Rozpoznanie
Rozpoznanie stawia się na podstawie stwierdzenia braku swoistego enzymu w materiale pobranym podczas biopsji zmienionej chorobowo tkanki.

## Leczenie
Zobacz więcej: artykuły odnośnie do poszczególnych chorób spichrzeniowych glikogenu.
Polega głównie na zapobieganiu hipoglikemii i kwasicy mleczanowej (częste podawanie posiłków) oraz zmniejszeniu podaży białka i wykluczeniu z diety galaktozy i fruktozy.